# فالح الخزعلي
فالح حسن جاسم الخزعلي سياسي عراقي، وعضو في مجلس النواب العراقي ولد في سنة 1976 في البصرة.
اسس الخزعلي مع مجموعة من المقاومين كتائب سيد الشهداء التابعة للحشد الشعبي و اصبح قائداً للواء ١٤ بالحشد الشعبي .
حاصل على شهادة البكالوريوس في الادارة والاقتصاد نشأ وترعرع في مدينة البصرة من اسرة متدينة وخادمة للمنبر الحسيني تعرف بأسم بيت الملا جاسم نظراً لملازمة جده  جاسم مطلك الخزعلي للمنبر الحسيني طيلة ايام حياته.
كان  فالح الخزعلي من طليعة الشباب المجاهد في زمن النظام البائد وفي عام 1997 قام بعملية ضد مدير أمن حي الحسين وحي الخليج الذي كان مصداقآ للظلم الصدامي وقد اعتقل فالح  الخزعلي في مديرية امن البصرة هو وامة و ابوه واخوه و تعرض لأشد انواع التعذيب النفسي والجسدي وحكم علية بالاعدام من قبل المحكمة الخاصة ( الامن العام) وخفض الحكم الى 12 سنة قضى منها 4 سنوات واطلق سراحة في العفو الاخير قبل سقوط النظام السابق.
في عام 2014 حيث تعرضت المنطقة و العراق على وجه الخصوص الى هجمة شرسة وتأمر دولي ومحلي لاسقاط النظام الحالي  واعادة العراق الى عصر الدكتاتوريات والمتجبرين من خلال اسقاط المحافظات الغربية بيد عصابات داعش الإجرامية والمدعومة من بعض دول الاستكبار العالمي  و كان الخزعلي حينها قد انتخب للمرة الاولى لعضوية مجلس النواب العراقي حديثا تحديدا سنة 2014 وبعد صدور الفتوى المباركة للمرجعية الدينية الرشيدة ترك قبة البرلمان و اشترك في جميع معارك التحرير التي خاضتها قواتنا الامنية وكان قائد اول قوة عسكرية تنزل داخل مدينة امرلي بأنزال جوي وهي محاصرة وبقي مع الاهالي الى حين فك الحصار عنها
واصيب بعد ذلك مرتين في معركتين مختلفتين ولم يترك ارض المعركة الى ان تحررت الارض واندحر الارهاب .